# Nabil el-Fayadh
Chercheur et écrivain syrien, Nabil el-Fayadh (1955-2022) a rédigé des centaines d'articles et il est auteur de plusieurs ouvrages interdits en Syrie et dans la plupart des pays arabes. Il a été arrêté par les services de renseignements le 30 octobre 2004 à Damas et libéré le 3 novembre.
Comme lors des précédentes interpellations, l'incarcération fait suite aux plaintes déposée par l'un des savants en religion les plus intégristes, Mohamed Said Ramadan el-Bouti de l'Université de la Charia de Damas[réf. nécessaire]. Il a par ailleurs été menacé de mort à plusieurs reprises par le cheikh wahhabite Khatib Khodra[réf. nécessaire].

## Biographie
Cette section est la traduction de l'article نبيل_فياض sur ar.wikipedia.
Muhammad Nabil Fayyad est né dans le gouvernorat de Homs, dans une ville appelée Al-Qaryatayn, à l'est de Homs, le 19 avril 1955. Il descend d'une famille musulmane sunnite chaféite. Il est titulaire d'un diplôme en pharmacie obtenu à l'Université de Damas et a exercé sa profession dans sa ville natale de Nasiriyah dans la campagne de Damas.
Malgré ses études de pharmacie, ses penchants intellectuels et ses intérêts culturels ont une autre histoire, puisqu'il se lance dans des lectures inspirées de la philosophie européenne, en particulier de Nietzsche, et de la littérature européenne, notamment de Kafka, et étudie la théologie chrétienne au Liban, où il affirme avoir appris un certain nombre de langues.
Il s'intéressait à l'étude des sectes et des minorités religieuses, à la recherche de leurs racines et de leur histoire, et à la défense de leurs droits. Il a travaillé un temps dans la presse libanaise, et dans ce cadre il a mené des enquêtes de terrain sur les sectes religieuses et les sectes de la région. Il était connu pour son orientation homosexuelle et l'a mentionné dans un livre interdit d'impression en Syrie. Il était l'un des plus éminents défenseurs des droits des homosexuels en Syrie.

## Œuvres
Fayyad est l'auteur de plus de 20 livres sur la religion et la politique, notamment نيتشه والدين (» Nietzsche et la religion »),  مدخل إلى مشروع الدين المقارن (« Introduction à un projet de religion comparée ») et المسيح والميثولوجيا (« Le Christ et la mythologie »).
Il a écrit aussi زمن معاوية (« Au temps de Muawiyah »).